# バンクロフト・デイヴィス

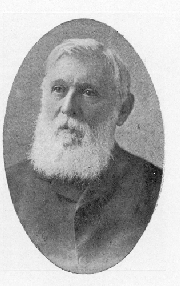
バンクロフト・デイヴィス

ジョン・チャンドラー・バンクロフト・デイヴィス（John Chandler Bancroft Davis, 1822年12月22日 - 1907年12月27日）は、アメリカ合衆国の政治家、外交官。アメリカ合衆国国務次官補、アメリカ合衆国最高裁判所判例編纂官、および在ドイツアメリカ合衆国特命全権公使を務めた。

## 生涯
1822年12月22日、デイヴィスはマサチューセッツ州ウースターにおいて、ホイッグ党のマサチューセッツ州知事ジョン・デイヴィスの息子として誕生した。デイヴィスは1847年にハーバード大学から文学士の学位を取得した。
1849年、デイヴィスはイギリスのロンドンにおいてアメリカ合衆国大使館の書記官となり、その後、代理公使となった。デイヴィスはニューヨークで弁護士業を開業し、またロンドンの新聞社タイムズのニューヨーク特派員となった。デイヴィスは健康的理由により、1862年に法律業を引退した。
デイヴィスは1868年にニューヨーク州下院議員を務めた。デイヴィスは1871年から1873年までスイスのジュネーヴで合衆国の高等弁務官を務めた後、1874年に駐ドイツ公使に任命され、1877年まで同職を務めた。
デイヴィスはユリシーズ・グラント政権下の1869年から1871年まで、および1873年から1874年まで国務次官補を務めた。またデイヴィスはグラント大統領の要請により、アラバマ要求などの英米間の諸紛争を解決するための交渉委員会の一員となり、1871年にワシントン条約を締結させることに成功した。
デイヴィスは1881年から1882年にかけても国務次官補を務めた後、1883年に第9代アメリカ合衆国最高裁判所判例編纂官に就任した。デイヴィスは同職を1902年まで務めた後、1907年12月27日にワシントンD.C.で死去した。
| 公職                                    | 公職                                                             | 公職                                |
| --------------------------------------- | ---------------------------------------------------------------- | ----------------------------------- |
| 先代 フレデリック・ウィリアム・スワード | アメリカ合衆国国務次官補 1869年3月25日 - 1871年11月13日          | 次代 チャールズ・ヘイル             |
| 先代 チャールズ・ヘイル                 | アメリカ合衆国国務次官補 1873年1月24日 - 1874年1月30日           | 次代 ジョン・キャドワレイダー       |
| 先代 ジョージ・バンクロフト             | 在ドイツアメリカ合衆国特命全権公使 1874年8月28日 - 1877年9月26日 | 次代 ベイヤード・テイラー           |
| 先代 ロバート・ヒット                   | アメリカ合衆国国務次官補 1881年12月19日 - 1882年7月7日           | 次代 ジョン・デイヴィス             |
| 先代 ウィリアム・トッド・オットー       | アメリカ合衆国最高裁判所判例編纂官 1883年 - 1892年               | 次代 チャールズ・ヘンリー・バトラー |